# 日本ビーチバレーボール選手会
日本ビーチバレーボール選手会（にほんビーチバレーボールせんしゅかい）は、日本のビーチバレーボール選手による会合である。

## 概要
ビーチバレーボールの普及・発展活動、社会貢献活動、選手を取り巻く環境改善に取り組んでいる。
2009年4月1日発足。初代会長には白鳥勝浩が就任。

## 歴代会長
- 初代：白鳥勝浩
- 2代目：青木晋平
- 3代目: 溝江明香（2015年4月就任）
- 4代目: 村上めぐみ（2022年7月就任）

## 役員
| 会長         | 村上めぐみ（立飛ホールディングス）                                                               |
| 副会長兼総務 | 坂口由里香（フリー）                                                                             |
| 企画営業     | 庄司憲右（ハウスコム）、副島慶太（KYUBA）、渡辺周馬（東京グレートベアーズ）、伊藤桜（日本通運）  |
| 総務         | 黒川魁（NTTコムウェア）、吉田英樹（MAGS）、水上和葉（BMKG）、石川瀬那（国際基督教大学/湘南太郎） |
| 広報         | 村上礼華（ダイキアクシス）、南谷綾華（BMKG）、畑辺千代（フリー）                                 |